# Episcopa Theodora

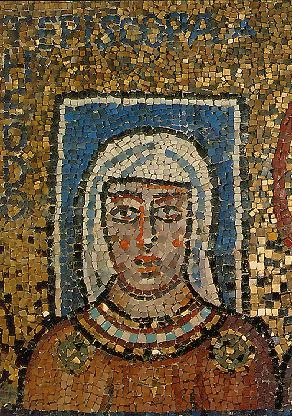
"Episcopa Theodora"

Episcopa Theodora sono le parole di un'iscrizione che si trova su un mosaico del IX secolo che sta nella cappella di san Zeno, nella basilica di Santa Prassede a Roma.  
La donna viene rappresentata con un'aureola quadrata, indicante il fatto che fosse in vita al momento dell'edificazione della cappella.
Da un punto di vista storico, Teodora era la madre del papa Pasquale I, che le dedicò la cappella.
C'è un ampio dibattito sul significato da dare al termine episcopa che si trova in questo mosaico.  
I sostenitori dell'ordinazione delle donne sottolineano che da un punto di vista linguistico  episcopa è il femminile latino del greco  episkopos (επίσκοπος), il termine biblico tradizionale per vescovo. Di conseguenza affermano che la Teodora dell'iscrizione è nei fatto il Vescovo Teodora, dimostrazione dell'ordinazione delle donne nella chiesa cristiana del IX secolo. 
I critici di questi argomenti sottolineano, tuttavia che la femminilizzazione dei termini clericali erano tradizionalmente associati alle mogli del clero.  Presbytera e diakonissa sono ad esempio usate attualmente per indicare le mogli dei  presbiteri e dei diaconi nella Chiesa ortodossa. Poiché la chiesa antica aveva vescovi sposati, il titolo di episcopa indica la moglie di un vescovo.
Di conseguenza nel caso della Teodora del IX secolo il titolo onorario di episcopa le fu dato a causa della posizione del figlio come Vescovo di Roma.